# Marc Buades
Pour les articles homonymes, voir Buades et Ferriol.
Buades  Ferriol est un nom espagnol. Le premier nom de famille, en général paternel, est Buades ; le second, en général maternel, souvent omis, est Ferriol.
Marc Buades Ferriol, né le 3 avril 1996 à Maria de la Salut (Majorque), est un coureur cycliste espagnol. Durant sa carrière, il participe à des compétitions sur route et sur piste,.

## Biographie
Marc Buades commence le cyclisme à l'âge de 7 ans dans l'équipe Voltadora de Sineu.

## Palmarès sur route
- 2016
  - 2e du Circuit d'Escalante
  - 3e de la Subida a Altzo
- 2017
  - San Bartolomé Saria
  - Circuito Sollube
  - 2e du San Gregorio Saria
- 2019
  - Subida a Urraki

## Palmarès sur piste

### Championnats nationaux
| - 2012 - Champion d'Espagne de poursuite cadets - Champion d'Espagne de course aux points cadets - 2013 - 2e du championat d'Espagne de keirin juniors - 2e du championat d'Espagne de poursuite individuelle juniors - 2014 - Champion d'Espagne de poursuite par équipes - Champion d'Espagne de poursuite individuelle juniors - Champion d'Espagne de poursuite par équipes juniors - Champion d'Espagne de l'américaine juniors - Champion d'Espagne de course aux points juniors - 3e du championat d'Espagne de l'américaine | - 2015 - Champion d'Espagne de course aux points espoirs - 2016 - Champion d'Espagne de poursuite par équipes - 2017 - Champion d'Espagne de poursuite par équipes - Champion d'Espagne de course aux points espoirs - 2018 - Champion d'Espagne de poursuite par équipes - 2019 - Champion d'Espagne de poursuite par équipes - 3e du championat d'Espagne de l'omnium |